# Florence Ballard
Florence Glenda Ballard Chapman, bijnaam Flo of Blondie (Detroit (Michigan), 30 juni 1943 – aldaar, 22 februari 1976), was een Amerikaanse zangeres en een van de originele leadzangeressen van Motowns The Supremes.
Muziekjournalist Richie Unterberger noemde het "een van de grootste tragedies in de rock" dat Ballard in juli 1967 uit de groep The Supremes werd gestuurd, vanwege een periode van alcoholmisbruik en chronische depressies. Ze werd vervangen door Cindy Birdsong. In de twee jaar die volgden, nadat ze uit The Supremes was gezet, deed ze verwoede pogingen een solocarrière te beginnen, maar zonder succes. De zangeres leefde de laatste vijf jaren van haar leven in armoede. De biografie van Ballard is door haar zus Maxine Ballard Jenkins in boekvorm uitgegeven.

## Biografie

### Het begin
Ballard werd in Rosetta (Mississippi) geboren, maar nog voor haar tiende jaar verhuisde de familie naar Detroit, omdat daar meer werk te krijgen was. Ze was een erfelijke mix van Afro-Amerikaans, Indiaans en blank. Ballard, met de bijnaam "Blondie" vanwege haar kastanjebruine haar en lichte huidskleur, richtte in 1959 The Primettes op, een meidengroep die een afgeleide was van The Primes (later The Temptations). Ballard was de leadzangeres van The Primettes. Met haar omvangrijke stem 'brulde' ze de nummers zoals Chubby Checker "The Twist" zong en Ray Charles "The Night (Is the Right Time)". Deze nummers werden door The Primettes a capella gezongen tijdens een auditie bij Berry Gordy in Hitsville, nadat ze een plaatselijke talentenjacht hadden gewonnen. Samen met Diana Ross zong Ballard het nummer "There Goes My Baby". Op 15 januari 1961 tekende The Primettes een contract bij Motown onder de naam The Supremes, een naam die Ballard had gekozen.
In 1960 bood een vriend van een van Ballards broers haar een lift naar huis aan, na een dansavond. In plaats daarvan reed hij haar naar een lege straat waar hij haar onder bedreiging van een mes verkrachtte. Ze was in staat haar aanrander te identificeren en tijdens de rechtszaak tegen hem te getuigen, waar hij schuldig werd bevonden en een gevangenisstraf kreeg. De verkrachting werd nooit meer aangekaart (ook niet tijdens een klinische therapie of in het dagelijks leven) en Ballard besloot zichzelf in de muziek te storten.

### The Supremes
In de beginperiode van The Supremes waren de drie meisjes om beurten leadzangeres. Ballard was de leadzangeres in onder andere "Ain't That Good News", "Silent Night", "Oh Holy Night", "Heavenly Father" en "People" (bekend van de Broadway musical Funny Girl). Volgens een van de zangeressen, Mary Wilson, was de stem van Ballard zó krachtig dat ze ongeveer 5 meter van haar microfoon moest gaan staan tijdens een opnamesessie, terwijl de andere twee meisjes zo dicht mogelijk bij de microfoon stonden.
Eind 1963 werd Diana Ross "officieel" leadzangeres van The Supremes, omdat Motownbaas Berry Gordy geloofde dat haar stem, die een hoger bereik had, een "blank" publiek zou aantrekken. Diana, Florence en Mary brachten tussen 1964 en 1967 vervolgens tien nummer 1-hits uit op de Amerikaanse hitlijst, met Diana als leadzangeres.
Begin 1965, vlak voordat ze moesten zingen in "The Copacabana Nightclub" (New York), klaagde Ballard tegen Berry Gordy dat het zingen van People zo'n pijn aan haar keel deed, dus besloot Berry om Diana het nummer als leadzangeres te laten zingen. Deze omschakeling was het begin van een afglijdende relatie tussen Gordy en Ballard. Gedurende zo'n twee jaar hadden de twee regelmatig woordenwisselingen. Verontwaardigd en ontmoedigd, omdat ze uit het voetlicht werd gezet, greep Ballard meer en meer naar de drank als een zalfje voor haar frustraties. Dit en andere problemen deed haar gewicht toenemen, zodat ze niet meer in haar kleding paste.
Naarmate 1967 vorderde, verscheen Ballard met regelmaat niet op opnamedagen en was ze soms te dronken om op te treden. In juli 1967 werd ze door Berry uit The Supremes gezet, na een incident op het toneel waarbij haar buik onder haar blouse en boven haar broeksband uitkwam. Cindy Birdsong nam de plaats van Ballard in en direct na haar vertrek werd de naam veranderd in "Diana Ross & The Supremes".

### Solocarrière
Florence Ballard trouwde op 29 februari 1968 met Thomas Chapman, een voormalig chauffeur voor Motown en in maart 1968 tekende ze een contract bij ABC Records, twee weken na haar vertrek bij Motown op 22 februari. Ballard ontving een eenmalig bedrag van 139.804,94 dollar van Motown voor de opbrengsten en verdiensten voor de zes jaar dat ze daar aangesteld was.
Als "Florence 'Flo' Ballard" en met haar man als haar manager, bracht ze bij ABC Records de singles "It Doesn't Matter How I Say It (It's What I Say That Matters)" en "Love Ain't Love" uit, maar het album dat ze had opgenomen werd op de lange baan geschoven. Daarna ging haar muzikale carrière snel achteruit en de $139,000 werd systematisch leeggehaald door Thomas en haar agentschap. Volgens bepalingen in haar contract met Motown werd het Ballard verboden om noch in welk promotiemateriaal ook noch in een tekst op de achterkant van een album te vermelden dat ze een van The Supremes was of dat ze opnames had gemaakt voor Motown. Hierdoor was het voor andere labels erg lastig haar nieuwe werk uit te geven. Daarnaast werd er met klem vermeld dat Motown met een rechtszaak zou dreigen wanneer welk label ook ernaar zou verwijzen in haar voordeel. Het is niet met zekerheid te zeggen of deze regel in haar originele contract stond of dat het een onderdeel was van het overeenkomstproces. Ze had het contract getekend toen ze minderjarig was en een zin als deze zou Stevie Wonder ertoe brengen alle banden te verbreken. Zeker is, is dat haar advocaat haar financiële welzijn niet voldoende kon beschermen en stond garant gedurende haar professionele leven.
Ballard bleef zich inspannen voor een solocarrière. In september 1968 trad ze op in het Auditorium Theatre in Chicago samen met Bill Cosby. In datzelfde jaar reed Ballard mee in een parade in Chicago met komiek Godfrey Cambridge. Op 20 oktober 1968 was ze het gezicht van Detroits magazine Detroit en in diezelfde maand schonk ze het leven aan de tweeling, Michelle en Nicole Chapman, de eerste twee van drie kinderen. Op 20 januari 1969 trad ze op op het inaugurele bal van Richard Nixon in Washington.
Ballard spande in 1971 een proces aan tegen Motown, omdat ze dacht dat ze recht had op opbrengstgelden. Dit proces verloor zij.

### Verval
In 1973 werd Lisa Chapman geboren, het derde kind van Ballard. Kort daarna verliet Thomas Ballard haar en werd haar huis in beslag genomen vanwege de gedwongen verkoop ervan. Dit beëindigde uiteindelijk haar carrière. De komende jaren sloot Ballard zich buiten van praktisch alle publiciteit. Echter in 1974 nodigde Mary Wilson, die al die jaren contact bleef houden, haar uit om haar op te komen zoeken in Californië. The Supremes zouden daar optreden in Six Flags Magic Mountain, met Scherrie Payne als leadzangeres. Wilson nodigde Ballard uit op de bühne te komen om mee te zingen, hetgeen ze deed. Maar in plaats mee te zingen, sloeg ze met de tamboerijn mee op de maat van de muziek. Hoewel het publiek laaiend enthousiast was voor haar optreden, vertelde Ballard aan Wilson dat ze geen interesse had om haar muziekcarrière voort te zetten.
Toen ze terug was in Detroit werd haar financiële situatie steeds nijpender. Ze wilde niet terug naar de showbusiness, maar ze had wel drie kinderen waar ze voor moest zorgen en dus besloot ze naar de bijstand te gaan. Dit nieuws en het verhaal van haar neerwaartse spiraal bereikte onmiddellijk de nationale pers.

### Comeback en dood
In 1975 brak Ballard in Detroit haar been, doordat ze uitgleed over een stuk ijs en ontving ze een schenking. (Er werd ook verteld dat Diana Ross, die van de benarde toestand van Ballard hoorde, haar financieel wilde steunen, maar dat de schikking er niet kwam, omdat de andere twee vrouwen van The Supremes niet met zekerheid wisten of het geld wel direct bij Ballard terecht zou komen. Ross beaamde dat.) Met het geld van het ongeluk kocht Ballard een huisje voor zichzelf en haar drie kinderen aan de Shaftsbury Avenue in Detroit en begon ze openlijk te praten over haar verlangen terug te keren naar de showbusiness. Rond diezelfde tijd verzoende Ballard zich met haar man Thomas, van wie ze vervreemd was geraakt.
Op 25 juni 1975 trad Ballard op voor een zeer ontvankelijk publiek op de Joan Little Defense League in het Henry and Edsel Ford Auditorium te Detroit, op de achtergrond begeleid door de vrouwenrockgroep "The Deadly Nightshade". Ze zong de hit "I Am Woman" van de Australische zangeres/actrice Helen Reddy en toen het publiek een toegift wilde - een Supreme-toegift - zong ze de hit "Come See About Me" uit 1964. Al gauw kreeg Ballard verzoeken om interviews te geven aan de krant en televisie. Tijdens een interview in het televisieprogramma "The David Diles Show" had Florence een openhartig gesprek met Diles over haar verleden en wat ze van de toekomst verwacht had.
Op 21 februari 1976 kwam Ballard het Mount Carmel Mercy ziekenhuis binnen en klaagde over verstijfde ledematen. De volgende dag overleed ze op 32-jarige leeftijd aan een hartinfarct, door een bloedprop in een van haar hartslagaders. Ballard ligt begraven op de Memorial Park begraafplaats in Detroit, gelegen in Redford (Michigan). Na haar overlijden gingen er geruchten rond dat Diana Ross fondsen zou hebben opgericht omwille van de drie kinderen van Ballard.
Florence Ballard: Forever Faithful is een biografie van Randall Wilson die in 1999 gedrukt werd. In 2002 bracht Spectrum, een Londens bedrijf, een cd uit waarop alle nummers staan die Ballard in 1968 voor ABC Records had opgenomen.

## Trivia
- Voordat The Supremes bekend werden, toerde Ballard met The Marvelettes. Ze verving Wanda Young, die met zwangerschapsverlof was. (The Marvelettes was Motowns allereerste meidengroep uit 1960 en had de nummer 1-hit "Please Mr. Postman".)
- Er gaan geruchten dat zangeres Marlene Barrow van The Andantes voor Ballard zou zijn ingevallen toen zij niet in staat was het nummer "My World Is Empty Without You" (1966) op te nemen. Dit werd weerlegd toen het nummer opnieuw opgenomen en bewerkt werd voor de "Motown Karaoke"-cd. Hiervoor werden de stemmen van Ballard en Mary Wilson geïsoleerd van de achtergrond voor het karaoke-lied. Ballards deelname was overduidelijk en daarmee was het gerucht dus weerlegd.
- De hit "Romeo's Tune" (1980) van Steve Forbert is "opgedragen ter herinnering aan Florence Ballard".
- Er wordt gezegd dat de Broadwaymusical "Dreamgirls" (1981) is geïnspireerd door The Supremes en dat de belangrijkste rol van Effie White, gespeeld door Jennifer Holliday, Florence Ballard moet voorstellen. In de filmversie (2006) werd deze rol gespeeld door Jennifer Hudson en waren de overeenkomsten met Ballards leven en het Supreme-verhaal meer gelijkend dan de musicalversie. Zowel de rol van Jennifer Holliday als ook die van Jennifer Hudson kregen allebei een opgetogen recensie: Holliday won de Tony Award in 1982 voor Beste Hoofdrol in een Musical en Hudson ontving een aantal prijzen waaronder de Golden Globe in 2007 voor Beste Bijrol in de Film. Tijdens haar Golden Globe-toespraak droeg Holliday haar prijs op aan Ballard. Ook mocht Jennifer Hudson de Academy Award in ontvangst nemen.
- In het nummer King James Version van Billy Bragg (op het album "William Bloke") wordt Florence Ballard genoemd.

## Discografie

### Album
- 2002: The Supreme Florence Ballard (ABC Records stelde in 1968 voor om het de titel "...You Don't Have To" te geven)

### Singles
- 1968: "It Doesn't Matter How I Say It (It's What I Say That Matters)" - kant B: "Goin' Out Of My Head" (ABC Records #45-11074A/B)
- 1968: "Love Ain't Love" - kant B: "Forever Faithful" (ABC Records #4511144A/B)

## Referentie
Mary Wilson en Patricia Romanowski (1986, 1990, 2000). "Dreamgirl & Supreme Faith: My Life as a Supreme". New York: Cooper Square Publishers (ISBN 0-8154-1000-X)